# PIH1D2
PIH1D2 (англ. PIH1 domain containing 2) – білок, який кодується однойменним геном, розташованим у людей на 11-й хромосомі. Довжина поліпептидного ланцюга білка становить 315 амінокислот, а молекулярна маса — 35 957.
| 10         |  | 20         |  | 30         |  | 40         |  | 50         |
| ---------- |  | ---------- |  | ---------- |  | ---------- |  | ---------- |
| METSSKGLLT |  | QVTQFWNLLD |  | DLAQSDPEGY |  | EKFIQQQLKE |  | GKQLCAAPEP |
| QLCLQTRILK |  | PKEKILFINL |  | CQWTRIPAPQ |  | STTHPVPLTV |  | GKPEDTTEIS |
| DAYTVIDVAY |  | NPDVLHAAEK |  | DQVKKNQLIQ |  | MAMKCIEEKF |  | QFTLSHSYHI |
| TKFRIKGSIQ |  | RMKQNLMGIQ |  | TDSIDLREKM |  | RRELTLGQIR |  | SSTMSNPDHF |
| PQLLLPKDQV |  | SGKAVCLIEE |  | ISSTEIQVEM |  | KMPAYELKIV |  | HDHSEKPLKI |
| ELKVELPGIN |  | SVSLCDLSVS |  | EDDLLIEVSE |  | KYRLHLNLPK |  | LIDTEMTTAK |
| FIKEKSTLII |  | TMPLV      |  |            |  |            |  |            |

A: Аланін

C: Цистеїн

D: Аспарагінова кислота

E: Глутамінова кислота

F: Фенілаланін

G: Гліцин

H: Гістидин

I: Ізолейцин

K: Лізин

L: Лейцин

M: Метіонін

N: Аспарагін

P: Пролін

Q: Глутамін

R: Аргінін

S: Серин

T: Треонін

V: Валін

W: Триптофан

Задіяний у такому біологічному процесі, як альтернативний сплайсинг. 